# Sisavang Vong
Sisavang Vong (1885-1959) fue el rey de Luang Prabang entre el 1904 y el 1945. Fue también rey de Laos, entre el 1946 hasta su muerte, el 1959.

## Biografía
Nacido en Luang Prabang el 14 de julio de 1885, hijo del rey Sakarindra y de la reina Thongsy. Estudió en el Lycée Chasseloup-Laubat en Saigón, después en la École Coloniale, en París. Era conocido como un rey "playboy", que llegó a tener 15 esposas, siendo dos de ellas sus medio-hermanas además de 50 hijos. Catorce de sus hijos murieron en un accidente de barco en el río Mekong.
Después de la muerte de Sakarindra, Sisavang Vong lo sucedió como rey de Luang Prabang el 25 de marzo de 1904. Luang Prabang era a la ocasión un protectorado francés en la Indochina Francesa. Sisavang siempre apoyó el mandato francés en Indochina, y el 1945 se recusó a cooperar con los nacionalistas, siendo derrumbado cuándo el país proclamó suya independencia. En abril de 1946 los franceses ocuparon una vez más el país, y él fue reconducido al trono.
Cuándo se quedó enfermo, Sisavang Vong hizo de su hijo, Savang Vatthana, regente. Savang Vatthana lo sucedió en el trono con su muerte, el 1959.